# Machaerota andamanensis
Machaerota andamanensis är en insektsart som beskrevs av William Lucas Distant 1908. Machaerota andamanensis ingår i släktet Machaerota och familjen Machaerotidae. Inga underarter finns listade i Catalogue of Life.